# 大衛·達爾
大衛·馬丁·達爾（英語：David Martin Dahl，1994年4月1日—），為美國職棒大聯盟的外野手，目前為自由球員，先前曾效力於洛磯、遊騎兵、教士與費城人等隊。

## 職業生涯

### 科羅拉多洛磯
2012年美國職棒大聯盟選秀，洛磯隊在第一輪第10順位選進達爾。達爾選擇放棄就讀奧本大學，而跟洛磯隊簽約。他在新人聯盟就繳出3成79打擊率，外帶9轟與57分打點的成績拿下開拓者聯盟的MVP。
2013年，達爾成為洛磯隊的第二名新秀。2014年7月，他升上高階1A。他在那邊的打擊率為2成99，並敲出14轟與21次盜壘成功。
2015年3月28日，達爾在一次追球過程中與隊友發生碰撞，造成他脾臟撕裂傷。2016年，達爾受邀參加大聯盟春訓。這年他在2A的打擊率為2成78，並敲出13轟與45分打點。升上3A後，他頂替受傷的Austin Meadows參加未來之星明星賽。7月25日，達爾登上大聯盟，並在初登場面對尤凡尼·賈亞爾多敲出大聯盟首安。隨後他締造了連續17場比賽敲出安打的紀錄，追平了1941年Chuck Aleno寫下的菜鳥球員初登板最多連續安打場次紀錄。
2017年春訓，達爾的肋骨出現疲勞性骨折，最後造成他該季報銷。2019年，達爾出賽100場比賽，打擊率為3成02，並敲出15轟與61分打點。他不僅首度入選明星賽，還在明星賽敲出一支安打。
2019年，達爾出賽100場比賽，打擊率3成02，並敲出15轟與61分打點。這年他還首度入選明星賽。不過隔年他的打擊率僅1成83，並打回8分打點。球季結束後他未獲得球隊續約，成為自由球員。

### 德州遊騎兵
2020年12月，達爾與遊騎兵簽下1年270萬美元的合約。2021年，他的打擊率僅有2成10，並敲出4轟與18分打點，因此球隊在8月2日將他指定讓渡。

### 密爾瓦基釀酒人
2021年8月17日，達爾和釀酒人簽下小聯盟合約。他在2022年7月12日遭到釋出。

### 華盛頓國民
2022年7月22日，達爾與國民隊簽約。他在8月15日跳脫合約成為自由球員。

### 聖地牙哥教士
2022年12月6日，達爾與教士隊簽下小聯盟合約。然後他在大聯盟9個打數僅敲出1支安打，同時是他本季首轟。他在3A出賽17場比賽，打擊率為2成65，並敲出1轟與10分打點。最後他在6月6日遭到指定讓渡，9日遭到釋出。

### 洛杉磯道奇
2023年6月20日，達爾與道奇簽下小聯盟約。他在3A繳出2成82的打擊率，並敲出8轟與39分打點。球季結束後，他成為自由球員。

### 費城費城人
2024年2月17日，達爾與費城人簽下小聯盟約。他在3A成為隊史第三位達成完全打擊的選手，他繳出3成40的打擊率，並敲出12轟與26分打點。後來他在大聯盟出賽19場比賽，繳出3轟與8分打點。他在7月9日遭到指定讓渡，隔天遭到釋出。

## 個人生活
達爾目前與他妻子還有一隻黃金獵犬Rookie同住。

## 外部連結
- 球員資訊和成績在MLB ，ESPN ，Retrosheet ，Baseball Reference ，Baseball Reference (Minors) ，Fangraphs ，The Baseball Cube （英文）
- 大衛·達爾的X（前Twitter）
- 大衛·達爾的Instagram帳戶
- 大衛·達爾在台灣棒球維基館上的頁面（繁體中文）